# Élections municipales de 2021 à Londres
Pour un article plus général, voir Élections locales britanniques de 2021.
Les élections municipales de 2021 à Londres ont lieu le 6 mai 2021. Initialement prévues pour le 7 mai 2020, les élections sont reportées en raison de la propagation dans le pays de la pandémie de maladie à coronavirus.
Le maire travailliste sortant Sadiq Khan est réélu, malgré un léger recul de son parti à l'assemblée.

## Système électoral
Le maire et l'assemblée de Londres sont élus au suffrage universel direct.
Le maire de Londres est élu pour quatre ans selon une variante du vote à second tour instantané. Chaque électeur effectue sur son bulletin de vote un premier et un second choix parmi les candidats proposés. Est élu le candidat qui recueille la majorité absolue des premiers choix. À défaut, tous les candidats sont éliminés, à l'exception des deux arrivés en tête, et on ajoute à leurs voix le nombre de bulletins où ils apparaissent en second choix. Est alors élu le candidat qui réunit le plus de voix ainsi cumulé.
Les 25 membres de l'Assemblée de Londres sont élus pour quatre ans au proportionnel mixte parallèle. 14 membres sont élus au scrutin uninominal majoritaire à un tour dans autant de circonscription électorale tandis que les 11 autres sièges sont attribués suivant la méthode d'Hondt à tous les partis ayant franchi le seuil électoral de 5 % des suffrages exprimés.

## Campagne

### Choix du candidat conservateur
Le candidat conservateur est choisi en septembre 2018.
| Candidats | Candidats     | 1er tour | 1er tour | 2d tour    | 2d tour | 2d tour |
| Candidats | Candidats     | Voix     | %        | Transferts | Voix    | %       |
| --------- | ------------- | -------- | -------- | ---------- | ------- | ------- |
|           | Shaun Bailey  | 3 164    | 43,2     | 740        | 3 904   | 55,1    |
|           | Andrew Boff   | 2 591    | 35,4     | 595        | 3 186   | 44,9    |
|           | Joy Morrissey | 1 566    | 21,4     |            |         |         |

## Sondages

### Après mai 2020
| Date             | Institut                       | Première préférence | Première préférence | Première préférence | Première préférence | Première préférence |      | 2d tour | 2d tour |
| Date             | Institut                       | Khan                | Bailey              | Berry               | Porritt             | Autres              | Khan | Bailey  |         |
| ---------------- | ------------------------------ | ------------------- | ------------------- | ------------------- | ------------------- | ------------------- | ---- | ------- | ------- |
| Date             | Institut                       |                     |                     |                     |                     |                     |      |         |         |
| 07.04-10.04.2021 | Opinium                        | 51 %                | 29 %                | 8 %                 | 8 %                 | 3 %                 | 64 % | 36 %    |         |
| 29.03-01.04.2021 | YouGov                         | 47 %                | 26 %                | 9 %                 | 7 %                 | 11 %                | 66 % | 34 %    |         |
| 17.03-20.03.2021 | Opinium                        | 53 %                | 28 %                | 7 %                 | 7 %                 | 5 %                 | 66 % | 34 %    |         |
| 06.03-08.03.2021 | Redfield and Wilton Strategies | 51 %                | 25 %                | 6 %                 | 8 %                 | 9 %                 | -    | -       |         |
| 13.01-14.01.2021 | Redfield and Wilton Strategies | 49 %                | 28 %                | 10 %                | 11 %                | 5 %                 | -    | -       |         |
| 16.11-19.11.2020 | YouGov                         | 51 %                | 30 %                | 9 %                 | 4 %                 | 5 %                 | 64 % | 36 %    |         |
| 15.10-17.10.2020 | Redfield and Wilton Strategies | 50 %                | 28 %                | 10 %                | 10 %                | 2 %                 | -    | -       |         |
| 07.09-08.09.2020 | Redfield and Wilton Strategies | 48 %                | 28 %                | 9 %                 | 11 %                | 4 %                 | 63 % | 37 %    |         |
| 05.08-07.08.2020 | Redfield and Wilton Strategies | 49 %                | 26 %                | 9 %                 | 12 %                | 4 %                 | 61 % | 39 %    |         |

### Avant mai 2020
| Date             | Institut | Première préférence | Première préférence | Première préférence | Première préférence | Première préférence | Première préférence |      | 2d tour | 2d tour | 2d tour | 2d tour | 2d tour |
| Date             | Institut | Khan                | Bailey              | Berry               | Benita              | Stewart             | Autres              | Khan | Bailey  | Berry   | Benita  | Stewart |         |
| ---------------- | -------- | ------------------- | ------------------- | ------------------- | ------------------- | ------------------- | ------------------- | ---- | ------- | ------- | ------- | ------- | ------- |
| Date             | Institut |                     |                     |                     |                     |                     |                     |      |         |         |         |         |         |
| 02.03-06.03.2020 | YouGov   | 49 %                | 24 %                | 7 %                 | 4 %                 | 13 %                | 4 %                 | 67 % | 33 %    | -       | -       | -       |         |
| 02.03-06.03.2020 | YouGov   | 49 %                | 24 %                | 7 %                 | 4 %                 | 13 %                | 4 %                 | 39 % | -       | 21 %    | -       | -       |         |
| 02.03-06.03.2020 | YouGov   | 49 %                | 24 %                | 7 %                 | 4 %                 | 13 %                | 4 %                 | 41 % | -       | -       | 18 %    | -       |         |
| 02.03-06.03.2020 | YouGov   | 49 %                | 24 %                | 7 %                 | 4 %                 | 13 %                | 4 %                 | 39 % | -       | -       | -       | 27 %    |         |
| 30.10-04.11.2019 | YouGov   | 45 %                | 23 %                | 7 %                 | 8 %                 | 13 %                | 4 %                 | 44 % | 25 %    | -       | -       | -       |         |
| 30.10-04.11.2019 | YouGov   | 45 %                | 23 %                | 7 %                 | 8 %                 | 13 %                | 4 %                 | 33 % | -       | 25 %    | -       | -       |         |
| 30.10-04.11.2019 | YouGov   | 45 %                | 23 %                | 7 %                 | 8 %                 | 13 %                | 4 %                 | 35 % | -       | -       | 22 %    | -       |         |
| 30.10-04.11.2019 | YouGov   | 45 %                | 23 %                | 7 %                 | 8 %                 | 13 %                | 4 %                 | 36 % | -       | -       | -       | 25 %    |         |
| 07.05-10.05.2019 | YouGov   | 43 %                | 23 %                | 16 %                | 10 %                | -                   | 8 %                 | 64 % | 36 %    | -       | -       | -       |         |
| 03.12-06.12.2018 | YouGov   | 55 %                | 28 %                | 7 %                 | 4 %                 | -                   | 6 %                 | 62 % | 38 %    | -       | -       | -       |         |

## Résultats

### Maire
|                          | Sadiq Khan               | Travailliste             | 1 013 721                | 40,05                    | 1 206 034 | 55,23 |  |  |
|                          | Shaun Bailey             | Conservateur             | 893 051                  | 35,28                    | 977 601   | 44,77 |  |  |
|                          | Siân Berry               | Vert                     | 197 976                  | 7,82                     |           |       |  |  |
|                          | Luisa Porritt            | Libéraux-démocrates      | 111 716                  | 4,41                     |           |       |  |  |
|                          | Niko Omilana             | Indépendant              | 49 628                   | 1,96                     |           |       |  |  |
|                          | Laurence Fox             | Reclaim Party            | 47 634                   | 1,88                     |           |       |  |  |
|                          | Brian Rose               | London Real              | 31 111                   | 1,23                     |           |       |  |  |
|                          | Richard Hewison          | Rejoin EU                | 28 012                   | 1,11                     |           |       |  |  |
|                          | Count Binface            | Count Binface            | 24 775                   | 0,97                     |           |       |  |  |
|                          | Mandu Reid               | WEP                      | 21 182                   | 0,83                     |           |       |  |  |
|                          | Piers Corbyn             | LLL                      | 20 604                   | 0,81                     |           |       |  |  |
|                          | Vanessa Hudson           | AWP                      | 16 826                   | 0,66                     |           |       |  |  |
|                          | Peter Gammons            | UKIP                     | 14 393                   | 0,57                     |           |       |  |  |
|                          | Farah London             | Indépendant              | 11 869                   | 0,47                     |           |       |  |  |
|                          | David Kurten             | Heritage                 | 11 025                   | 0,44                     |           |       |  |  |
|                          | Nims Obunge              | Indépendant              | 9 682                    | 0,38                     |           |       |  |  |
|                          | Steve Kelleher           | SDP                      | 8 764                    | 0,35                     |           |       |  |  |
|                          | Kam Balayev              | Renew                    | 7 774                    | 0,31                     |           |       |  |  |
|                          | Max Fosh                 | Indépendant              | 6 309                    | 0,25                     |           |       |  |  |
|                          | Valerie Brown            | Burning Pink             | 5 305                    | 0,21                     |           |       |  |  |
| Total des voix           | Total des voix           | Total des voix           | 2 531 357                | 100                      | 2 183 635 | 100   |  |  |
| Votes non-transférables  | Votes non-transférables  | Votes non-transférables  | Votes non-transférables  | Votes non-transférables  | 347 722   | -     |  |  |
|                          |                          |                          |                          |                          |           |       |  |  |
| Votes valides            | Votes valides            | Votes valides            | Votes valides            | Votes valides            | 2 531 357 | 95,68 |  |  |
| Votes blancs et nuls     | Votes blancs et nuls     | Votes blancs et nuls     | Votes blancs et nuls     | Votes blancs et nuls     | 114 201   | 4,32  |  |  |
| Total                    | Total                    | Total                    | Total                    | Total                    | 2 645 558 | 100   |  |  |
| Abstention               | Abstention               | Abstention               | Abstention               | Abstention               | 3 545 829 | 57,27 |  |  |
| Inscrits / participation | Inscrits / participation | Inscrits / participation | Inscrits / participation | Inscrits / participation | 6 191 387 | 42,73 |  |  |

### Assemblée
|                          |                          |           |       |     |    |               |    |       |               |  |  |  |  |  |
| Partis                   | Partis                   | Votes     | %     | +/− | C  | +/−           | SP | Total | +/-           |  |  |  |  |  |
|                          | Parti travailliste       | 986 609   | 38,10 | 2,2 | 9  | en stagnation | 2  | 11    | 1             |  |  |  |  |  |
|                          | Parti conservateur       | 795 081   | 30,71 | 1,5 | 5  | en stagnation | 4  | 9     | 1             |  |  |  |  |  |
|                          | Parti vert               | 305 452   | 11,80 | 3,8 | 0  | en stagnation | 3  | 3     | 1             |  |  |  |  |  |
|                          | Libéraux-démocrates      | 189 522   | 7,32  | 1,0 | 0  | en stagnation | 2  | 2     | 1             |  |  |  |  |  |
|                          | Autres                   | 312 604   | 12,07 | -   | 0  | -             | 0  | 0     | -             |  |  |  |  |  |
|                          |                          |           |       |     |    |               |    |       |               |  |  |  |  |  |
| Votes valides            | Votes valides            | 2 589 268 | 97,92 |     |    |               |    |       |               |  |  |  |  |  |
| Votes blancs et nuls     | Votes blancs et nuls     | 54 931    | 2,08  |     |    |               |    |       |               |  |  |  |  |  |
| Total                    | Total                    | 2 644 199 | 100   | -   | 14 | en stagnation | 11 | 25    | en stagnation |  |  |  |  |  |
| Abstentions              | Abstentions              | 3 547 188 | 57,29 |     |    |               |    |       |               |  |  |  |  |  |
| Inscrits / participation | Inscrits / participation | 6 191 387 | 42,71 |     |    |               |    |       |               |  |  |  |  |  |